# Abdourahmane Barry
Pour les articles homonymes, voir Barry.
Abdourahmane Barry né le 21 février 2000 à Courbevoie (France), est un footballeur international guinéen qui évolue au poste de défenseur central au Paris 13 Atletico.

## Biographie
Abdourahmane Barry est né le 21 février 2000 à Courbevoie, de parents guinéens originaires de Labé au Fouta-Djalon.
Barry grandit à Courbevoie et joue dans le club de la ville, avant d'intégrer dans sa jeunesse le centre de formation du Paris Saint-Germain. Il obtient son premier contrat professionnel avec le RB Salzbourg en 2018. Il est immédiatement prêté au FC Liefering, un club satellite.
Il fait ses débuts professionnels en Autriche, le 27 Juillet 2018 face au SV Horn. Il jouera tout le match.
Le 10 Juillet 2020, le contrat de Barry avec le FC Red Bull Salzburg prend fin.
En août 2020, Barry rejoint le championnat de 2. Bundesliga et le club du SpVgg Greuther Fürth où il signe un contrat de deux ans avec une troisième année en option.
En Juin 2022, Barry retourne en France et signe avec l'Amiens SC.